# Чемпіонат світу з фігурного катання 2019
Чемпіонат світу з фігурного катання 2019 проходитиме в японському місті Сайтама з 18 по 24 березня 2019 року. Змагання пройдуть в категоріях чоловіче і жіноче одиночне катання, парне фігурне катання і танці на льоду.

## Вибір міста
У червні 2016 року в хорватському місті Дубровнику на сесію ІСУ надійшли дві заявки на чемпіонат 2019 року .  Крім японського міста була запропонована хорватська столиця Загреб.  Конгрес ІСУ в сьомий раз надав це право Японії, Сайтама прийме чемпіонат вдруге. 

## Склад учасників
До змагань допускаються фігуристи з країн, що входять в ISU , що народилися до 1 липня 2003 року . 
За підсумками чемпіонату 2018 року кожна країна має право виставити в кожній дисципліні від 1 до 3 учасників (пар).  Національні федерації (асоціації) вибирають учасників на підставі власних критеріїв, але заявлені учасники повинні досягти мінімальної технічної оцінки елементів на міжнародних змаганнях, що проводяться до чемпіонату світу. 
За підсумками ЧС-2018, що відбувся в Італії, такі національні федерації можуть виставити більше 1 учасника: 
| місць | Чоловіки                               | Жінки               | Пари                                | Танці             |
| ----- | -------------------------------------- | ------------------- | ----------------------------------- | ----------------- |
| 3     | Японія Росія США                       | Японія Канада Росія | Росія                               | США Канада Італія |
| 2     | Ізраїль Канада Латвія Узбекистан Чехія | США Італія Бельгія  | Німеччина Італія КНР Франція Канада | Франція Росія     |